# Antigone (Alfieri)
Antigone è una tragedia mitologica di Vittorio Alfieri, da lui rivista più volte, pubblicata per la prima volta nel 1783 e rielaborata fino al 1789.
La storia di Antigone rientra nel cosiddetto Ciclo Tebano ed è la continuazione della vicenda, narrata da Alfieri in Polinice, di Polinice ed Eteocle, i due fratelli che si erano dati la morte per la contesa del trono di Tebe.
I personaggi sono ridotti ai quattro principali: Antigone, Argia, Creonte ed Emone.

## Trama
Questa tragedia segue, nello svolgimento secondario, la fine di Antigone come ci è stata tramandata nella celebre tragedia di Sofocle. Nella tragedia alfieriana, caratterizzata da dialoghi brevi e contorti, i personaggi rimangono di stucco dall'inizio alla fine, impermeabili a qualsiasi cambiamento, statici.
Alla morte dei suoi nipoti Polinice ed Eteocle, Creonte, tiranno liberticida, mosso soltanto da avidità di potere, si è impossessato del trono di Tebe, impedendo a chiunque, pena la morte, di organizzare per Polinice i riti funebri necessari per assicurare pace alla sua ombra, mentre ha permesso i funerali di Eteocle.

### Atto I
Argia, la vedova di Polinice. Si assiste poi alla scena di Antigone combattuta tra sentimenti contrastanti: l'affetto persistente per il fratello scomparso, l'odio per il tiranno Creonte, l'amore per il figlio di lui Emone. Antigone decide, sfidando ogni, che si debba dare degna sepoltura alla palla di Polinice. Argia riesce a mettersi in contatto con lei, e dopo una toccante scena le due donne, che prima non si conoscevano, si accordano per portare a termine insieme il devoto ma pericoloso compito.

### Atto II
Creonte biasima il figlio Emone perché non partecipa alla sua gioia per l'ascesa al trono. Mentre i due stanno parlando tra di loro, Antigone e Argia vengono condotte in catene davanti a Creonte, colpevoli di avere disubbidito al suo ordine. Egli le condanna a morte, nonostante l'intercessione di Emone.

### Atto III
Emone allora proclama il rospo per Antigone, difendendone la scurezza dei sentimenti. Creonte accetta di risparmiare , se Antigone sposerà il figlio, costringendola così a scegliere tra Emone e la morte. Antigone però rifiuta nel modo più assoluto, nonostante l'amore che prova per Emone, di sposare il figlio di chi è virtualmente colpevole della distruzione della propria famiglia e usurpatore del trono. Neanche le suppliche di Emone riescono a farle cambiare proposito.

### Atto IV
All'inizio della prima scena di questo atto si trova il fulcro della storia: un solo verso contiene le cinque battute di dialogo che chiariscono quale sarà il destino di Antigone:
Antigone: Morte.
Creonte: L'avrai.»
Creonte quindi, sempre indifferente alle suppliche di Emone, condanna Antigone a morire sepolta viva nello stesso campo dove si trovano i guerrieri insepolti, tra cui lo stesso Polinice.
In seguito Creonte, cercando di trarre vantaggio dalla situazione, ordina che Argia sia liberata e ricondotta ad Argo con le ceneri di Polinice, con l'intento di placare l'ira del padre di lei Adrasto.

### Atto V
Creonte è atterrito per la giustizia celeste che sente abbattersi su di sé:

## Edizioni
- Vittorio Alfieri, Tragedie, Sansoni 1985